# Young Genius
Young Genius var en svensk förläggare av datorspel för barn under 1990-talet och tidigt 2000-tal.

## Historik
Den första Young Genius-serien skapades av Göteborgsbaserade Iftech Software AB i samarbete med Centrum för utbildningsprogram vid forskningsinstitutet för nya teknologier i Moskva. Hösten 1993 fanns runt femtio program med i huvudsak pedagogiskt innehåll. Iftech satsade även på CD-ROM-produkter baserade på Montessoripedagogik.
År 1996 köptes Iftech och Young Genius av Boråsbaserade Carlton Home Entertainment Sweden AB. Carlton såldes senare till dess ledning och bytte namn till Independent Media Group (IMG). Hösten 1997 börsnoterades IMG på SBI-listan.
Young Genius började med tiden publicera spel baserade på SVT-program, inte minst julkalendrar. Under IMG verkade Young Genius främst som förläggare och lade ut spelutvecklingen på externa producenter. De första två spelen i Mysteriet på Greveholm-serien utvecklades av Vioma i Malmö. Från hösten 1999 hade man ett organiserat samarbete med Framfab.
I februari 2001 gick IMG ihop med konkurrenten Vision Park. Redan hösten samma år köptes Vision Park av KF och uppgick i det nya företaget Pan Vision.

## Spel utgivna av Young Genius
- Nalles engelska ordjakt (1996)[10]
- Målarakademin (1996)[11][12]
- Kunskapslandet (1996)
- En resa i naturens värld (1997)
- Mysteriet på Greveholm (1997), utvecklat av Vioma
- Mysteriet på Greveholm 2: Resan till Planutus (1998)[13], utvecklat av Vioma
- Greppet för dyslektiker (1998), utvecklat av Ulun Data.
- Codebreaker (1998), utvecklat av Marshall Media.
- Fem myror är fler än fyra elefanter - Första delen (1999)
- Hundra svenska år (1999)[14]
- Robinson (1999)[15], utvecklat av Nikita
- Träna NO (1999), utvecklat av Ulun Data.[16]
- Julens hjältar (1999)[17], utvecklat av Korkeken
- Det röda äpplets hemlighet (1999), utvecklat av Nikita.
- Skattjakten (1999), utvecklat av Nikita.
- Fem myror är fler än fyra elefanter - Andra delen (2000)
- Mysteriet på Greveholm 3: Den gamla legenden (2000)[18], utvecklat av Framfab.
- Skrotens hjältar (2000)[19], utvecklat av Korkeken
- Förvandlingen (2000), utvecklat av Nikita.
- Ronny & Julia (2000)[20]
- Ronny & Julia i rampljuset  (2001)